# Juranšćina
Juranšćina is een plaats in de gemeente Zlatar in de Kroatische provincie Krapina-Zagorje. De plaats telt 192 inwoners (2001).